# Handful of Hate
Handful of Hate — итальянская блэк-метал группа, существующая с 1993 года. Группа выпустила семь студийных альбомов: Qliphothic Supremacy, Hierarchy 1999, Vicecrown, Gruesome Splendour, You Will bleed, To Perdition и Adversus.

## История
Группа Handful of Hate была основана в 1993 году. Поначалу было много сложностей с составом, но в 1995 году они выпустили свое первое демо под названием Goetia Summa. Они отыграли несколько концертов в северной Италии, прежде чем в 1996 году подписали контракт со звукозаписывающей компанией. Они выпустили альбом Qliphothic Supremacy и снова отправились в тур по Италии. В 1999 году группа выпустила альбом Hierarchy 1999. Было внесено множество стилистических изменений, сделавших музыку более быстрой и брутальной. С лирической точки зрения альбом затрагивал сексуальные, фетишные и плотские концепции. Этот альбом привлек к группе большое внимание, и после тура они подписали контракт со шведским лейблом Downfall Records. В 2001 году был выпущен альбом под названием Death from Above. В октябре 2002 года они также заключили контракт с Code7 Management. Code666 Records выпустили двойной сборник под названием Better Undead Than. Alive, в который вошел один трек с альбома Death from Above 2002 года.
В октябре 2003 года вышел альбом Vicecrown. Этот альбом принес группе ещё большее признание и внес много новых стилистических изменений. в ноябре того же года они выпустили EP под названием Scorn and Conquest на Warlord Records. Этот альбом включает в себя множество неизданных песен и кавер. Они также выпустили EP под названием Blood Calls Blood, в который вошли две неизданные песни и треки «Death from Above» и «The World is Prey» из промо «Death from Above». В 2012 году группа выпустила альбом To Perdition.

## Состав
- Nicola Bianchi — вокал, гитара
- Andrea Toto — гитара
- Luca Buti — бас
- Aeternus — барабаны[1]

## Бывшие участники
- Ugo Pandolfini — бас
- Adriano Di Ricco — бас
- Enrico Santi — бас
- Matteo Fantozzi — бас
- Damiano Michetti — бас
- Andrea Zannoni — гитара
- Luciano Zella — гитара
- Marco Mazzoni — гитара
- Claudio Alcara — гитара
- Geny — гитара
- J.M. — барабаны
- Gionata Potenti — барабаны
- Andrea Bianchi — барабаны

## Дискография
- Goetia Summa (демо), 1995
- Qliphothic Supremacy (альбом), 1997
- Hierarchy 1999 (альбом), 1999
- «Death from Above» (сингл), 2001
- Vicecrown (album), 2003
- «Scorn and Conquest» (сингл), 2003
- Blood Calls Blood (мини-альбом), 2004
- Gruesome Splendour (альбом), 2006
- You Will Bleed (альбом), 2009
- To Perdition (альбом), 2012
- Adversus (альбом), 2019